# Tiberio Claudio Candido
Tiberio Claudio Candido (in latino: Tiberius Claudius Candidus; fl. anni 170-197) è stato un politico, senatore e militare romano, generale dell'imperatore Settimio Severo, determinante nella vittoria di quest'ultimo nella battaglia di Nicea e nella campagna contro Clodio Albino.

## Biografia

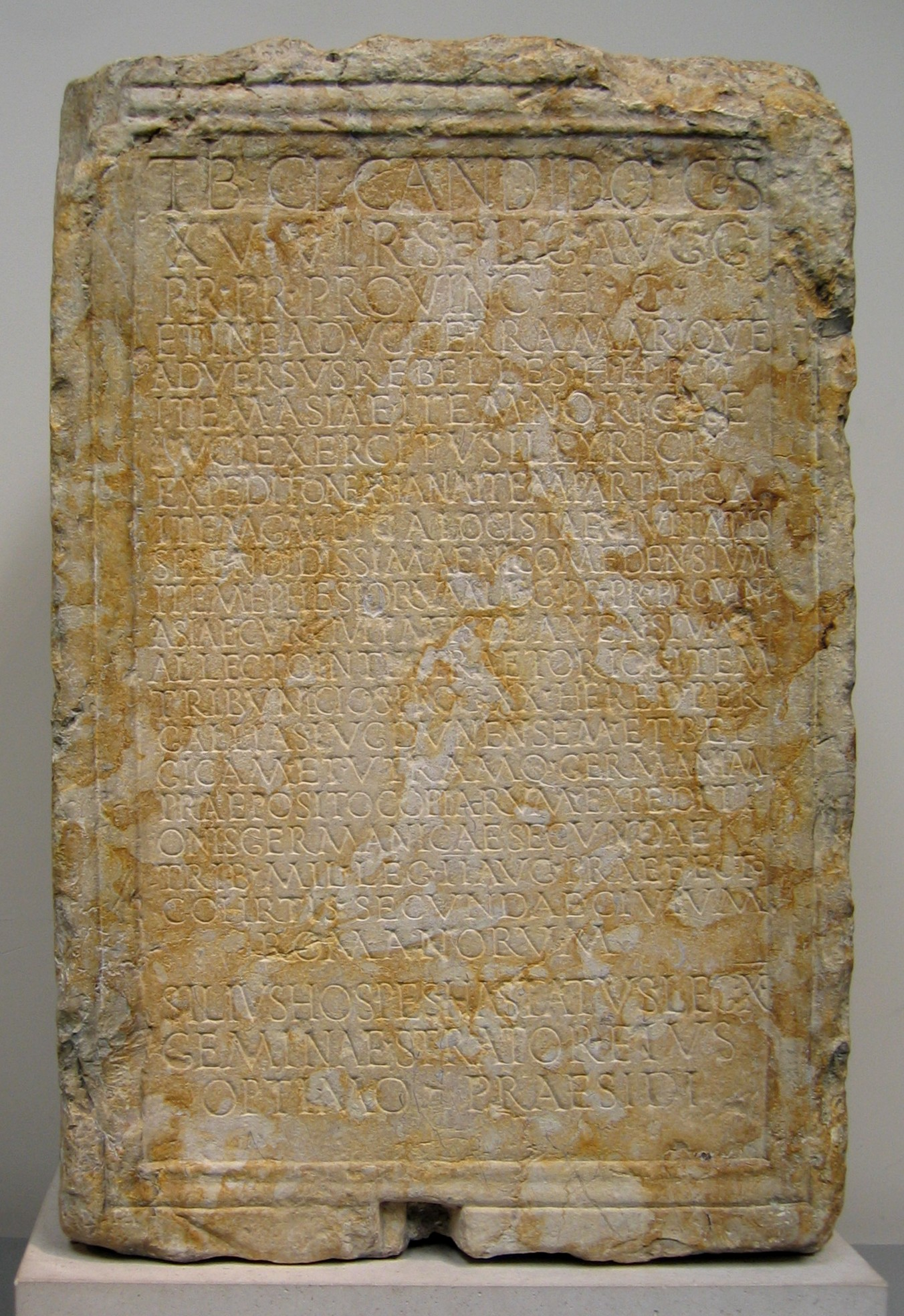
Iscrizione che riporta il cursus honorum di Tiberius Claudius Candidus

### Carriera iniziale
Candido era un numida della regione di Cirta e aveva iniziato la carriera politica da cavaliere sotto l'imperatore Marco Aurelio. Divenne pretore e poi senatore, intorno al 180.
La sua carriera non ebbe poi grossi avanzamenti, e nel 193 era legato del proconsole d'Asia, Asellio Emiliano.

### Guerra contro Pescennio Nigro
Alla morte di Pertinace, nel 193, i comandanti delle truppe provinciali non riconobbero il suo successore, Didio Giuliano, e tre di loro si fecero proclamare imperatori dai soldati: Clodio Albino, governatore della Britannia, ebbe il sostegno delle truppe occidentali, Pescennio Nigro, governatore della Siria, fu acclamato dalle truppe orientali, e Settimio Severo, governatore della Pannonia superiore, ricevette il sostegno delle legioni danubiane. Candido si schierò dalla parte di Severo.
L'imperatore affidò a Candido il comando delle truppe danubiane, con l'ordine di attaccare Nigro in Oriente. Mentre il governatore della Siria prendeva il controllo di Bisanzio, Candido sbarcò, con il sostegno di una flotta italica, sulla costa meridionale del Mar di Marmara e affrontò un contingente nemico nella battaglia di Cizico, sconfiggendolo e catturandone il comandante, l'influente senatore e suo vecchio superiore Asellio Emiliano, che mise poi a morte.
Il grosso dell'esercito nemico, scampato alla sconfitta, si mosse verso Nicea, dove venne raggiunto da Nigro. Candido raggirò il nemico occupando Nicomedia e poi attaccò il nemico (dicembre 193): la battaglia di Nicea risultò in una vittoria delle forze di Severo solo grazie alle capacità di comando di Candido, che riuscì ad impedire la fuga delle proprie truppe nel momento di massima tensione.

### Guerra contro Albino
Successivamente Candido prese parte alla campagna partica di Severo, volta a punire i sostenitori di Nigro e coloro che avevano colto l'occasione per ribellarsi: gli venne affidato il comando di uno dei tre gruppi in cui erano divise le forze romane.
Prima della fine del 195, Severo iniziò la campagna contro Albino, cui partecipò anche Candido, il quale portò le truppe danubiane in occidente; passando da Norico attaccò e distrusse i sostenitori di Albino in quella provincia. Le truppe danubiane sostennero l'onere dell'attacco: la vittoria decisiva fu ottenuta nella battaglia di Lugdunum (197). Dopo la sconfitta e morte di Albino, Candido ricevette il governatorato della Hispania Tarraconensis (198, CIL II, 114). 
Candido ricevette molti onori da Severo: gli venne concesso il titolo di dux exercitus in expeditione Asiana, item Parthica item Gallica (ILS 1140); in seguito, però, cadde in disgrazia e fu ucciso: la cancellazione del suo nome dalla base di una statua eretta a Tarragona suggerisce che fu colpito da damnatio memoriae.